# Villemardy
Villemardy település Franciaországban, Loir-et-Cher megyében. Lakosainak száma 269 fő (2022. január 1.). Villemardy Champigny-en-Beauce, Périgny, Selommes, Tourailles, Villefrancœur és Villeromain községekkel határos.

## Népesség
A település népessége az elmúlt években az alábbi módon változott:
| Lakosok száma | 256  | 233  | 241  | 262  | 274  | 280  | 277  | 273  | 272  | 269  |
|               | 1968 | 1982 | 1990 | 2006 | 2013 | 2015 | 2017 | 2019 | 2020 | 2022 |